# Cathédrale Sainte-Anne de Sainte-Anne-de-la-Pocatière
Cette  cathédrale n’est pas la seule cathédrale Sainte-Anne.
La cathédrale Sainte-Anne est une cathédrale catholique située à La Pocatière au Québec (Canada). Il s'agit du siège du diocèse de Sainte-Anne-de-la-Pocatière. Elle est dédiée à sainte Anne, la mère de la Vierge Marie. La paroisse Sainte-Anne, rattachée à la cathédrale, a été érigée canoniquement en 1678. En fait, la cathédrale actuelle est la septième église de cette paroisse en plus de la crypte qui a servi au culte durant 20 ans.

## Description
La cathédrale Sainte-Anne est une cathédrale catholique sise au 203, 4e avenue Painchaud à La Pocatière dans la municipalité régionale de comté de Kamouraska dans la région administrative du Bas-Saint-Laurent au Québec,. Il s'agit d'une église de style contemporain avec un revêtement de crépi. Elle a un plan rectangulaire avec un plafond plat tandis que l'intérieur a un plan en amphithéâtre avec un revêtement en bois.
La cathédrale comprend une grande verrière moderne derrière le maître-autel dans le chœur réalisée par Michèle Trembley-Gillon ainsi que plusieurs sculpture réalisées par Médard et Julien Bourgault. Elle comprend aussi un orgue de Guilbault-Thérien datant de 1974,.

## Histoire
Le soubassement de la cathédrale, appelé crypte, avait été construit en 1949 et 1950 et a été utilisé comme siège du diocèse de Sainte-Anne-de-la-Pocatière jusqu'à ce que la cathédrale soit construite. La construction de la crypte commença le 26 avril 1949 par les travaux d’excavation. Le 2 octobre 1949, le chanoine J. Stanislas Théberge, V. F., curé de Rivière-Ouelle, procéda à la bénédiction de la pierre angulaire. La crypte fut complétée le 23 avril 1950. Les cérémonies religieuses y ont eu lieu jusqu'en 1970.
La cathédrale actuelle a été construite en 1969 et en 1970 sous la responsabilité du curé, le chanoine Charles Dumais, selon les plans de la firme d'architectes Lagacé et Massicotte de Rivière-du-Loup. Le 26 juillet 1969, le contrat de construction fut accordé à l'entrepreneur Paul Martin inc. de La Pocatière. La cathédrale fut bénite un an plus tard, jour pour jour, le 26 juillet 1970, la fête de sainte Anne, par Charles-Henri Lévesque, évêque du diocèse de Sainte-Anne-de-la-Pocatière. Elle avait été terminée le 12 avril 1970, date de la première messe. Les coûts de construction de l’église et du presbytère s’élevèrent à 589 296 $. L’intérieur fut complété au cours des années suivantes.

## Cloches
Le carillon de la cathédrale Sainte-Anne fut béni le 17 mai 1970 par l'évêque Charles-Henri Lévesque. Il compte trois cloches baptisées Anne, Bruno et Charles-Henri, la première en l'honneur de sainte Anne et la troisième en l'honneur de l'évêque du lieu. Deux cloches ont été fondues par la fabrique Crouzet et Hildebrand (F. Crouzet et Auguste Hildebrand), fondeurs de cloches à Paris au XIXe siècle et à Louviers (Eure) en Normandie, et proviennent de l'église Saint-Henri de Montréal. Ce sont les deux grosses cloches, elles sonnent ré et mi. La troisième cloche a été coulée pour la cathédrale par la fonderie Dominique Bollé, à Saint-Jean-de-Braye près d'Orléans en France, elle sonne fa. Au total, elles pèsent 3529 kg.

## Orgue
L'orgue de la cathédrale Sainte-Anne a été fabriqué en 1974 par la maison Orgue Providence inc. (depuis 1979, connu sous le nom de Guilbault-Thérien inc.), de Saint-Hyacinthe. Numéroté Opus 11, il compte 15 jeux sur trois claviers manuels (58 notes) et un pédalier (32 notes). L’instrument a été inauguré le 8 décembre 1974 par l’abbé Antoine Bouchard. Il s'agit du premier orgue à traction mécanique fabriqué par André Guilbault et Guy Thérien. Selon L’Encyclopédie de la musique au Canada, l'orgue de la cathédrale Sainte-Anne-de-la-Pocatière en 1974, comme les autres orgues signés par Guilbault-Thérien depuis, l'a été « dans l’esprit du renouveau de la facture canadienne depuis 1960 ». Le grillage du buffet est l'œuvre du sculpteur Jean-Julien Bourgault. Cet orgue remplace un orgue Casavant (opus 2012) de 11 jeux, inauguré le 28 mai 1950 par Jean-Marie Bussière, organiste à l’église Saint-Sacrement de Québec.

## Religion
La cathédrale Sainte-Anne est la cathédrale du diocèse de Sainte-Anne-de-la-Pocatière, une juridiction de l'Église catholique au Québec,. La paroisse rattachée à la cathédrale porte également le nom de Sainte-Anne. Elle a été érigée canoniquement en 1678. Elle fait maintenant partie de l'unité missionnaire du Centre.
La sainte patronne de la cathédrale est sainte Anne, la mère de la Vierge Marie.